# Isanthrene meridae
Isanthrene meridae là một loài bướm đêm thuộc phân họ Arctiinae, họ Erebidae.